# 牙鱈
牙鱈（學名：Merlangius merlangus）為輻鰭魚綱鱈形目鱈科的其中一種，分布於東北大西洋、北地中海、西波羅的海及黑海海域，棲息深度10-200公尺，本魚身體細長，頭小。下巴觸鬚小或缺，體色多變的，從黃褐色、深藍色或綠色，兩側黃灰色，腹部白色和銀色，背鰭鰭條30-40枚，臀鰭鰭條30-35枚，棲息在沙石底質的海域，屬肉食性，以魚類、甲殼類、軟體動物、多毛類及頭足類等為食，為重要的食材魚類，另外可作為觀賞魚或遊釣魚。20世紀前，牙鱈都較為便宜。但是由於魚類漁獲量的下降，它們現已十分有價值。
另外，牙鱈的鰓會寄生一種管口目橈足動物Lernaeocera branchialis。

## 外部連結
- Fishbase.org （页面存档备份，存于）
- 牙鱈的分佈圖